# Jean Pleyers
Jean Pleyers (Verviers, 27 juni 1943), is een Belgisch striptekenaar. Hij tekende samen met Jacques Martin aan de reeksen Tristan, Keos en Alex. Hij tekende zijn eigen reeksen Les Êtres de Lumière in 1981-1983 en Giovani tussen 1996 en 2002.

## Carrière
Pleyers volgde de École Supérieure des Arts Saint-Luc in Luik. In 1966 werd hij assistant van Gérald Forton en werkte onder meer aan diens cowboyserie Teddy Ted. In deze periode werkte Pleyers ook aan verschillende korte verhalen voor Le SOir Jeunesse die in het album West Stories van Michel Deligne in 1977 werden verzameld. In 1969 en vroege jaren zeventig werkte hij aan illustraties en korte verhalen voor het stripweekblad Kuifje. In 1971 assisteerde hij Paul Cuvelier bij het letteren van La Caravane de la Colère, een verhaal in de vaste stripreeks van Lombards meisjesblad Line. Hierna verstripte Pleyers iets van twaalf science fiction-verhalen van Fleuve Noir voor de pocketreeks Éditions Artima.

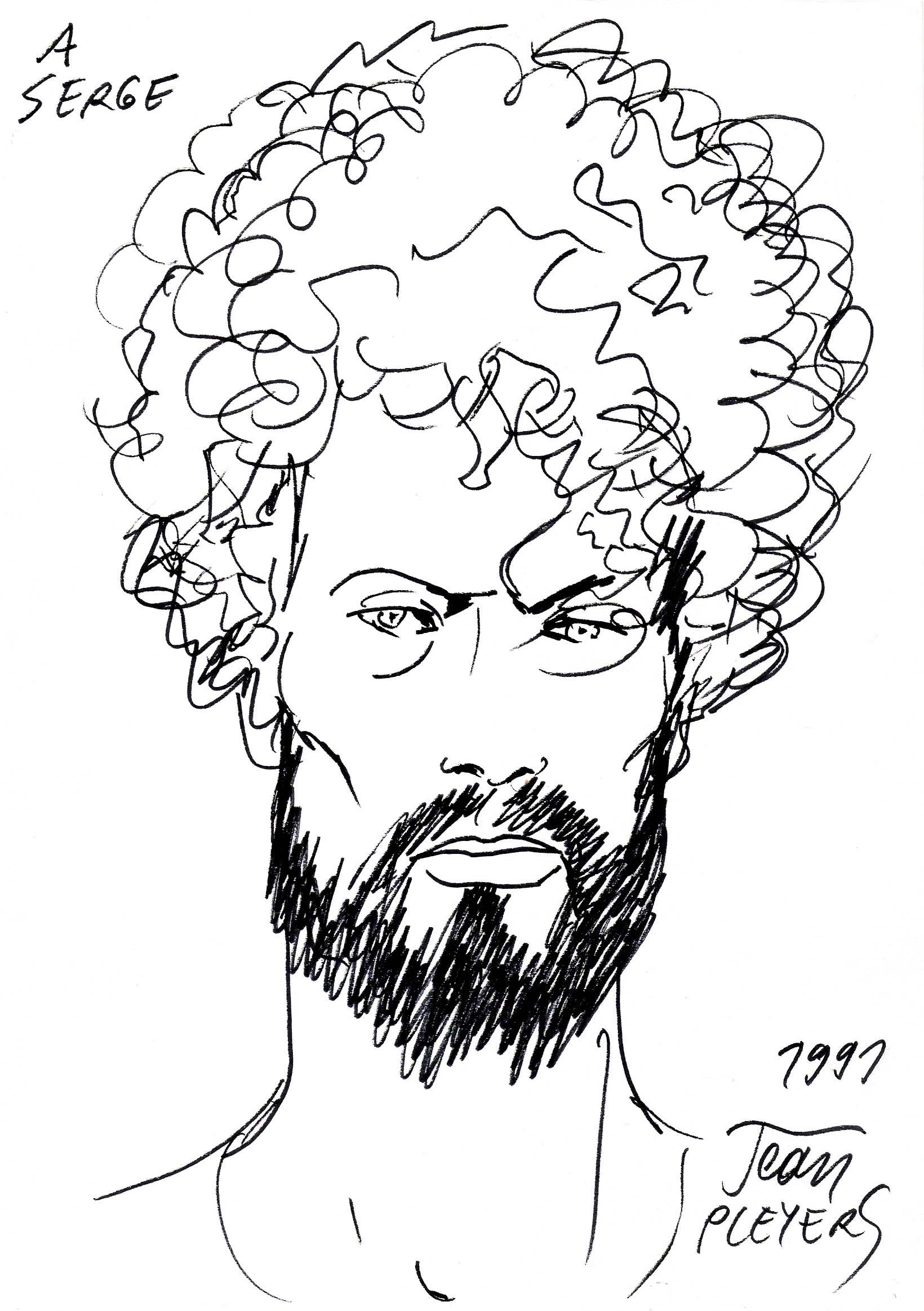
Gilles de Rais getekend door Jean Pleyers in 1991.

In de jaren zestig en zeventig van de 20e eeuw had Pleyers verschillende beroepen en reisde veel rond. In 1977 werd door Deligne Pleyers erotische stripalbum Les Enragés de la Peste Blanche gepubliceerd. In hetzelfde jaar ging Pleyers werken voor Jacques Martin - iets wat hij zijn mentor Cuvelier had beloofd.
Martin kwam met een stripproject over de Franse seriemoordenaar Gilles de Rais. In 1978 werd dit de stripreeks Xan, later in het Nederlands hernoemd naar Tristan. Het eerste verhaal werd gepubliceerd in het stripblad Kuifje in 1978, gevolgd door een tweede verhaal in 1980. De uitgever van het stripblad, Lombard, was echter niet geïnteresseerd in de albumuitgave in tegenstelling tot uitgever Casterman. Daar werd de reeks gepubliceerd onder de naam Jhen.
Er volgden nog eens zes verhalen.
Tussen 1981 en 1983 schreef en tekende Pleyers de science fiction-serie Les Êtres de Lumière voor Métal Hurlant, dat later in twee boeken werd uitgegeven door Les Humanoïdes Associés.
In 1988 assisteerde Pleyers Martin bij het tekenen van Het paard van Troje in de reeks Alex; het laatste verhaal waar Martin zelf aan tekende.
In 1990 creëerden Martin en Pleyers samen Keos, een historische serie die gesitueerd was in het oude Egypte.
Deze serie kende drie albums in de periode 1992-1999. Voor Tristan maakten zij in 2000 het album De aartsengel. In 2004 kwam het voorstel om Bernard Capo als nieuwe tekenaar op te voeren voor deze reeks, maar dat vond geen doorgang. Vanaf 2008 tekende Pleyers af en toe een nieuw album in de reeks, afgewisseld door Thierry Cayman en Paul Teng.
In 1996 bedacht Pleyers de historische komische serie Giovani over een Florentijnse schilder die gaat werken aan het hof van de hertog van Bourgondië en hierbij kennismaakt met de courtisane en profetes Sara Villequier wat leidt tot allerlei avonturen. Er werden tot 2002 drie verhalen gepubliceerd door uitgeverij Casterman.
In 2012 werd door Images Innées het avonturenverhaal Salt - Les Crânes de Cristal, gemaakt door Pleyers en Paul Couturiau.
Jean Pleyers woont met zijn vrouw Corinne in Martigny in Zwitserland.